# 超时空同居
《超时空同居》（英語：How Long Will I Love U），是一部于2018年上映的奇幻爱情喜剧电影。由雷佳音、佟丽娅领衔主演，2018年5月18日于中国大陆上映。

## 演员列表

### 主要演员
| 演员姓名 | 角色名称    | 介绍 |
| 雷佳音   | 陆鸣 陆石屹 |      |
| 佟丽娅   | 谷小焦      |      |

### 其他演员
| 演员姓名 | 角色名称     | 介绍 |
| 张衣     | 赵俊以       |      |
| 于和伟   | 博士         |      |
| 王正佳   | 谷琪祥       |      |
| 陶虹     | 店长         |      |
| 李念     | 小雅         |      |
| 李光洁   | 小雅老公     |      |
| 徐峥     | 捞海底服务员 |      |
| 杨迪     | 酒吧服务员   |      |

## 故事大綱
谷小焦（佟麗婭 飾），一個原本想賺大錢卻反被詐騙的失意女子，生活在2018年。
陸鳴（雷佳音飾），一位竭盡全力拉投資卻處處碰壁的才華建築師，生活在1999年。
因為時空重疊，讓他們意外地同居在一間公寓中！兩人通過自己的房門將對方帶到自己的年代，從一開始的互相嫌棄到一同“共謀大業”，當中參雜了歡笑與淚水，而失意的他們最終在相互救贖中得到了愛與成長。但他們卻不知道自己的宿命掌握在一位神秘人手裡…他們倆人的相遇並非偶然，時空融合終將會結束，真相也將浮出水面，時間是否能就此停在此刻美好的瞬間呢?

## 得獎

### 第21屆上海電影節 電影頻道傳媒大獎
| 年份 | 獲提名         | 獎項           | 結果 |
| ---- | -------------- | -------------- | ---- |
| 2018 | 《超時空同居》 | 最佳新人導演獎 | 獲獎 |
| 2018 | 《超時空同居》 | 最佳女主角獎   | 獲獎 |

## 票房
中国大陆取得8.99亿人民币的票房。
| 上一届： 《复仇者联盟3：无限战争》 | 2018年中国内地一周票房冠军 第21—23週 | 下一届： 《侏罗纪世界2》 |